# Hannah Schiller
Hannah Schiller (* 6. Januar 2000 in Bonn) ist eine deutsche Schauspielerin.

## Leben
Hannah Schiller wuchs in Bonn auf. Sie legte dort 2018 am Carl-von-Ossietzky-Gymnasium ihr Abitur ab.
Ihr Bühnendebüt gab Schiller im Alter von neun Jahren als Mitglied im Kinder- und Jugendchor (Leitung Ekaterina Klewitz) des Theaters Bonn, mit dem sie in zahlreichen Opernproduktionen und Konzerten auf der Bühne stand. Unter anderem sang sie in Mozarts Die Zauberflöte einen der drei Knaben und in Krásas Brundibár die Rolle der Katze.
2013 debütierte sie in der ZDF-Romanverfilmung Die Mütter-Mafia nach einem Roman von Kerstin Gier in einer Nebenrolle. Nach einer durchgehenden Rolle in der Fernsehserie Phönixsee wurde sie einem breiteren Publikum bekannt. Weitere Aufmerksamkeit erhielt sie durch ihre Hauptrolle im Fernsehfilm Eine fremde Tochter (Regie Stefan Krohmer) an der Seite von Mark Waschke und Wanja Mues. Der Film feierte auf dem Filmfest Hamburg 2019 seine Premiere.
2019 spielte sie unter der Regie von Sebastian Marka eine Hauptrolle im Dresdener Tatort: Parasomnia, der im November 2020 im Ersten zu sehen war. Für ihre Darstellung wurde sie 2021 mit dem Jupiter-Award in der Kategorie beste Hauptdarstellerin und dem Deutschen Schauspielpreis in der Kategorie Nachwuchs ausgezeichnet. 2024 spielte sie in der Serie Reset – Wie weit willst du gehen? die depressive Jugendliche Luna Bohringer. Gemeinsam mit ihrer Filmmutter Katja Riemann wurde sie dafür für den Deutschen Schauspielpreis in der Kategorie Duo nominiert.
Schiller lebt in Berlin.

## Filmografie (Auswahl)
- 2014: Die Mütter-Mafia (Fernsehfilm)
- 2016–2019: Phönixsee (Fernsehserie, 12 Episoden)
- 2015: Neid ist auch keine Lösung (Fernsehfilm)
- 2016, 2018: Alarm für Cobra 11 – Die Autobahnpolizei (Fernsehserie, 2 Episoden)
- 2016: Moni’s Grill (Fernsehserie, 7 Episoden)
- 2016: Let’s talk (Fernsehserie, Episode 3x03)
- 2017: Das schönste Paar
- 2017: Luke! Die Schule und ich
- 2017: SOKO München – Haltlos (Fernsehserie)
- 2017: Bettys Diagnose – Grenzüberschreitung (Fernsehserie)
- 2017: München Grill (Fernsehserie, 6 Episoden)
- 2017: Der Lehrer – Pikante Details kosten extra (Fernsehserie)
- 2018: Klappe zu
- 2018: Say Wuff!
- 2018: Heldt – Ausgetrickst (Fernsehserie)
- 2019: Der Alte – Familienbande (Fernsehserie)
- 2020: Cheers! (Kurzfilm)
- 2019: Aus Haut und Knochen (Fernsehfilm)
- 2019: Eine fremde Tochter (Fernsehfilm)
- 2019: Fabian oder Der Gang vor die Hunde
- 2020: Tatort: Parasomnia (Fernsehreihe)
- 2021: Wir Kinder vom Bahnhof Zoo – Dämmerung (Fernsehserie)
- 2021: Tilo Neumann und das Universum
- 2021: 3½ Stunden (Fernsehfilm)
- 2020–2023: Jerks. (Fernsehserie, 6 Episoden)
- 2022: Bis zum letzten Tropfen (Fernsehfilm)
- 2022: Runner
- 2022: Gestern waren wir noch Kinder (Fernsehserie, Episode 1x02)
- 2023: Die nettesten Menschen der Welt (Fernsehserie, 6 Episoden)
- 2023: Polizeiruf 110: Du gehörst mir (Fernsehreihe)
- 2023: Gäste zum Essen (Fernsehfilm)
- 2023: Die Discounter – Weihnachten (Fernsehserie)
- 2024: Reset – Wie weit willst du gehen? (Fernsehserie, 6 Episoden)
- 2025: Club der Dinosaurier (Fernsehserie, 6 Episoden)

## Hörspiel
- 2016: Miss Melody – Verrückt vor Glück
- 2017: Miss Melody 2 – Summerset in Gefahr
- 2019: Miss Melody 3 – Das Glück ist zurück